# Panhard Dyna 750 Coupé Allemano
La Panhard Dyna 750 Coupé Allemano è una piccola autovettura sportiva prodotta tra il 1952 ed il 1953 dalla casa automobilistica francese Panhard.

## Profilo e storia
Questa vettura è stata quella che durante la prima metà degli anni cinquanta ha meglio rappresentato la tradizione sportiva della Panhard. Realizzata dalla carrozzeria Allemano sul telaio della Dyna X, fu introdotta nel 1952. Una delle competizioni in cui la Dyna 750 Allemano seppe farsi valere in maniera superba fu la Mille Miglia, dove conquistò validissimi piazzamenti ai danni di vetture molto più potenti e blasonate.
La 750 Coupé Allemano era una piccola vettura dotata di una filante carrozzeria coupé, una delle migliori realizzazioni della carrozzeria torinese, perfettamente equilibrata, bassa, filante ed aerodinamica. Il frontale era caratterizzato dalla bombatura centrale del cofano che ospitava il terzo faro centrale. Realizzata in alluminio per contenere il peso della vettura, era anche dotata di finestrini laterali in plexiglas, una soluzione che permise di risparmiare ulteriore peso. Alla fine il peso a vuoto finale era di soli 550 kg.
Il motore è un bicilindrico boxer orizzontale da 745 cm³ raffreddato ad aria. Tale propulsore era leggermente rivisto ed arrivava ad erogare una potenza massima di 40 CV a 5000 giri/min, la stessa potenza erogata dall'unità da 845 cm³ montata sulle Dyna X e  Z. La distribuzione era ad asse a camme centrale, con valvole in testa. La trazione era anteriore ed il cambio era manuale a 4 marce. Le particolarità di questo motore stanno nel fatto che adotta alcune soluzioni specifiche per l'impiego nelle competizioni, come l'albero centrale che gira su cuscinetti appositi o le valvole maggiorate con richiamo tramite barre di torsione. Il motore della Dyna 750 Allemano era caratterizzata da una notevole coppia motrice,che le consentiva all'epoca un ottimo spunto in ripresa e quindi anche la possibilità di affermarsi in numerose competizioni. Quanto alle sospensioni, anch'esse furono oggetto di rivisitazioni molto particolari, come per esempio il retrotreno con assale a V. La tenuta di strada era quindi impeccabile per un'auto dell'epoca, sia pure sportiva.
La velocità massima era di 135 km/h, ottima per una vettura del 1952 intorno ai 750 cm³. Basti pensare che nella normale produzione automobilistica, una simile punta velocistica era appannaggio di vetture di cilindrata doppia o quasi.
In ogni caso, la Dyna 750 Coupé allemano era un giocattolo per pochissimi. L'impiego di soluzioni tecniche molto particolari ne rendevano alti i costi e alla Panhard sapevano fin dall'inizio che sarebbe stato un oggetto molto esclusivo. Fu infatti prodotto in 6 esemplari appena, tutti destinati alle competizioni.